# Deniz Akdeniz
Deniz Akdeniz (Melbourne, 16 de mayo de 1990) es un actor turco-australiano. Fue nominado para "Best Actor" en los 2010 Inside Film Awards por su papel de "Homer" en el éxito australiano "Tomorrow, When the War Began". Akdeniz también es conocido por su papel como "Raff" en la producción televisiva de Disney Channel Australia "As the Bell Rings".
Antes de mudarse a Los Angeles en enero de 2013, Deniz entrenó con Bruce Alexander en el Melbourne Acting Studio. Desde LA, Deniz continúa su entrenamiento con Bruce vía Skype, quien ahora trabaja en su estudio de Londres.

## Filmografía
| Cine       | Cine                         | Cine                   | Cine                               |
| Año        | Película                     | Papel                  | Notas                              |
| ---------- | ---------------------------- | ---------------------- | ---------------------------------- |
| 2005       | Puppy                        | Omar                   |                                    |
| 2010       | Tomorrow, When the War Began | Homer Yannos           |                                    |
| 2013       | April Rain (film)            | Tariq                  |                                    |
| 2014       | I, Frankenstein              | Barachel               |                                    |
| 2014       | The Water Diviner            | Imam                   |                                    |
| 2020       | Sightless                    | Nurse Omar             |                                    |
| 2023       | You Hurt My Feelings         | Vince                  |                                    |
| Televisión |                              |                        |                                    |
| Año        | Show                         | Papel                  | Notas                              |
| 2007-2009  | As the Bell Rings            | Raff                   | Serie de televisión (27 episodios) |
| 2013       | Kristin's Christmas Past     | Maverick               |                                    |
| 2014       | Graceland                    | Wayne 'Bates' Zelanski | Serie de televisión (Recurrente)   |
| 2015       | Perception                   | Jesse Branson          | Episode: "Romeo"                   |
| 2015       | Jessie                       | Marco                  | Episode: "Rossed at Sea, Part 2"   |
| 2016       | Code Black                   | Manny Petrosian        | Episode: "The Fifth Stage"         |
| 2016-17    | Once Upon a Time             | Aladdin                | Temporada 6                        |
| 2017       | Jane the Virgin              | Alex                   |                                    |
| 2017       | Agents of S.H.I.E.L.D.       | Virgil                 | Episode: "Orientation" Pt. 1       |
| 2019       | S.W.A.T                      | Micah Sherlock         | Episodio: "Orgullo" (1 episodio)   |
| 2020       | Siren                        | Robb Wellens           | Recurring role                     |
| 2020       | The Flight Attendant         | Max                    | Recurring role                     |
| 2024       | High Potential               | Lev Osman              | Recurring Role                     |

| Videojuegos | Videojuegos                      | Videojuegos          | Videojuegos                       |
| Year        | Title                            | Role                 | Notes                             |
| ----------- | -------------------------------- | -------------------- | --------------------------------- |
| 2016        | "Call of Duty: Infinite Warfare" | PO1 Dan "Wolf" Lyall | Campaign Mission: "Rising Threat" |

## Premios y nominaciones
| Año  | Premio             | Categoría   | Resultado |
| ---- | ------------------ | ----------- | --------- |
| 2010 | Inside Film Awards | Mejor actor | Nominado  |

## Vida personal
Akdeniz es de origen turco; sus padres emigraron de Izmir, Turquía, en 1987. Su padre, Atila, es un profesor en la Melbourne University y su madre, Aysel, es una investigadora bioquímica.